# Deutsch-Irische Gesellschaft Würzburg
Die Deutsch-Irische Gesellschaft Würzburg e.V. wurde 1986 gegründet und umfasst ca. 160 Mitglieder, hauptsächlich aus Stadt und Landkreis Würzburg, die sich die Förderung der deutsch-irischen Beziehungen zum Ziel gesetzt haben.

## Hintergrund
Eine besondere Bedeutung hat dabei die Gründung des Bistums Würzburg durch die Irischen Missionare St. Kilian, Totnan und Kolonat, die 689 in Würzburg das Martyrium erlitten und deren Reliquien im Würzburger Neumünster aufbewahrt werden.

## Aktivitäten
Die Deutsch-Irische Gesellschaft entfaltet verschiedene Aktivitäten:
- regelmäßige Fahrten nach Irland, insbesondere zur Irish German Society of County Wicklow, zur Stadt Bray und der Grafschaft Wicklow besteht seit 1999  eine Städtepartnerschaft  mit Würzburg[8][9]
- Zusammenarbeit mit „Irish Studies Würzburg“ (ISWÜ) an der Universität Würzburg mit jährlichen „John Millington Synge Lectures“[10]
- Förderung des Schüleraustauschs zwischen Schulen der Region Würzburg und dem County Wicklow, z. B. mit dem Matthias-Grünewald-Gymnasium und der St. Kilian School Bray,[11] Siebold-Gymnasium in Würzburg und der St. Kilians German School Dublin[12] (Bray liegt direkt südlich von Dublin) oder dem Riemenschneider-Gymnasium und der Colleiste Craobbh Abhann in Kilcoole[13] oder der Maria-Ward-Realschule Würzburg und der Loreto-School Bray[14]
- Begegnungen mit dem Irischen Botschafter in Deutschland, z. B. beim Irish Christmas Dinner[15][16]
- Verleihung des John-Millington-Synge-Preises für herausragende Hausarbeiten an Würzburger Schulen zum Thema Irland
- Mitwirkung beim jährlichen St. Patrick’s Greening – dem abendlichen Bestrahlen öffentlicher Gebäude in Würzburg mit grünem Licht, am 17. März, dem St. Patrick’s Day (u. a. Rathaus, Neumünster)
- Vermittlung der Jürgen-Gottschalk-Buchsammlung zu Irisch-Deutschen Studien, an die University Library Limerick[17]
- Kuration einer Foto-Ausstellung am Trinity College in Dublin zum ThemaJohn Millington Synge in Würzburg im Jahr 2014[18]

Die Deutsch-Irische Gesellschaft sieht sich in erster Linie der europäischen Verständigung verpflichtet und unterstützt dazu maßgeblich den Kulturaustausch zwischen Deutschland und Irland. Hierzu bestehen Kontakte mit ähnlichen Vereinigungen, z. B. in München, Stuttgart, Bonn, Düsseldorf und dem Irish Business Network.

## Organisation
Die Deutsch-Irische Gesellschaft verfügt über einen Vorstand mit einem ersten Vorsitzenden und weiteren Vorstandsmitgliedern. Die Vorsitzenden waren bisher:
- Jürgen Gottschalk (1986–2012), Gründungsvorsitzender und Ehrenvorsitzender seit 2013 (bis zu seinem Tod 2019) und 1989 Unterstützer der Städtepartnerschaft zwischen Würzburg und Bray Co. Wicklow[22]
- Matthias Fleckenstein (seit 2012)[23][24], der in Anerkennung für sein Engagement 2022 von der Irischen Botschaft in Deutschland mit dem „Ambassador of Ireland - St. Patrick’s Day Award 2022“ ausgezeichnet wurde[25][26]

## Besuch des irischen Präsidenten am 5. Juli 2019 in Würzburg
Die Deutsch-Irische Gesellschaft war 2019 maßgeblich beim Besuch des irischen Staatspräsidenten Michael D. Higgins 2019 in Würzburg involviert und sieht das als Zeichen der besonderen Beziehungen zwischen Irland und Würzburg. Dies war nach Patrick Hillery (1977) und Mary McAleese (2008) bereits der dritte Besuch eines irischen Präsidenten in Würzburg.